# Hans, Marne

Hans este o comună în departamentul Marne, Franța. În 2009 avea o populație de 151 de locuitori.